# Église de Saint-Marc-sur-Richelieu
Située à Saint-Marc-sur-Richelieu (Québec, Canada), sur le bord de la rivière Richelieu, l'église de Saint-Marc-sur-Richelieu, exemple d'architecture post-conquête, a été construite entre 1798 et 1801. 
Le plan général de la construction est le plan en croix latine. Cette église fut construite pour répondre aux besoins sans cesse grandissants des fidèles de la ville qui étaient devenus trop nombreux pour le presbytère-chapelle construit en 1792. 
Le coût de la construction s'éleva à 22 348 livres et 17 sols pour les murs, les portes et les fenêtres, le toit et la serrurerie. Par la suite, Louis-Amable Quévillon fut engagé pour effectuer la décoration intérieure et exécuter le mobilier (à l'exception du maître-autel qu'il avait déjà créé en 1792 pour le presbytère-chapelle). C'est d'ailleurs un des exemples les plus complets exécutés par monsieur Quévillon. En 1875, Victor Bourgeau fut engagé pour effectuer la décoration de la voûte qu'il exécuta de manière grandiose. Le jubé fut construit par Pierre Noiseux en 1819. 
Ce temple compte plusieurs œuvres d'Yves Tessier peintes vers 1824, ainsi que trois toiles de Joseph Franchère installées dans le chœur en 1908. Il y a une anecdote intéressante à propos de la toile installée sur le retable du maître-autel. En effet, la première toile à y avoir été accrochée était une œuvre d'Augustin Wolff, mais, en 1908, la toile actuelle (de Joseph Franchère) fut installée directement sur cette dernière ! 
Après 107 ans d'existence, soit en 1908, l'église Saint-Marc de Richelieu fut complètement rénovée et dotée d'une nouvelle façade néo-classique. L'électrification du bâtiment eut lieu en 1925 et l'intérieur fut repeint au goût du jour dans les années 1960.